# Killzone
Killzone é uma série de videojogos de tiro na primeira pessoa e na terceira pessoa exclusivos das consolas de jogos da Sony Computer Entertainment (SCE). A série principal e o título para a PlayStation Portable foram produzidos pela Guerrilla Games, uma subsidiária da SCE. Actualmente, a série Killlzone consiste actualmente em seis jogos para PlayStation 2, PlayStation Portable, Playstation Vita, PlayStation 3 e Playstation 4. 
A série começou na PlayStation 2 em Novembro de 2004 com Killzone e continuou na PlayStation Portable em Outubro de 2006 com Killzone: Liberation. O capitulo seguinte foi Killzone 2, lançado para PlayStation 3 em Fevereiro de 2009, seguido por Killzone 3, também lançado para PlayStation 3 em Fevereiro 2011, Killzone: Mercenary, lançado para o PlayStation Vita em 2013 e Killzone: Shadowfall, lançado para PlayStation 4 em Novembro de 2013.

## Premissa / Cenário
A série conta a história de uma guerra entre a Aliança Estratégica Interplanetária (ISA) e os Helghast. Os protagonistas da série são o Cpt/Col. Jan Templar (Killzone e Killzone: Liberation) e o Sgt. Tomas "Sev" Sevchenko (Killzone 2 e Killzone 3), enquanto que o principal antagonista é o Imperador de Helghast, Scolar Visari; a sua morte em Killzone 2 trouxe ao de cima dois novos antagonistas e herdeiros do trono de Visari, Jorhan Stahl e Admiral Orlock em Killzone 3. 
Killzone segue a guerra contínua entre a ISA e os Helghast, batalhas que têm lugar tanto em colónias terrestres da ISA bem como em Helghan, planeta natal dos Helghast.